# Збагачувальне обладнання

Збагачувальне обладнання — обладнання, яке використовується для збагачення корисних копалин.
До основного збагачувального обладнання належить:
- Обладнання підготовчих процесів збагачення: дробарки, млини, грохоти, класифікатори.
- Обладнання основних процесів збагачення: відсаджувальні машини, важкосередовищні сепаратори, важкосередовищні гідроциклони, гвинтові сепаратори, концентраційні столи, шлюзи, промивальні машини, магнітні сепаратори, електричні сепаратори, радіометричні сепаратори, флотаційні машини, контактні чани.
- Обладнання заключних процесів збагачення: згущувачі, центрифуги, фільтри, термосушила, брикетні преси.

Крім того, на збагачувальних фабриках використовують транспортне обладнання: конвеєри, гідротранспорт тощо; насоси, повітродувки, електроприводи з електродвигунами змінного і постійного струму, системи автоматичного контролю технологічних параметрів та системи автоматичного регулювання технологічних процесів.